# Finnmark
 ali Finnmárku je nekdanja administrativna regija na skrajnem severovzhodu Norveške, ki na zahodu meji na nekdanjo administrativno regijo Troms, Finsko (finsko Laponsko) na jugu in Rusijo (Oblast Murmansk) na vzhodu. Okrožje je bilo prej poznano pod imenom Finmarkens amt ali Vardøhus amt. Od leta 2002 ima dve uradni imeni: Finnmark (norveščina) ali Finnmárku (jezik Sami). Finnmark meji na Norveško morje (Atlantik) na severozahodu, na severu in severovzhodu je Barentsovo morje (Arktični ocean). Finnmark je tudi del področja Sápmi, ki se razteza preko štirih držav, ter Barentsove regije. Je največja in najredkeje naseljena administrativna regija Norveške. Predstavlja skrajni sever Evrope.

## Občine
1. Alta
2. Berlevåg
3. Gamvik
4. Hammerfest
5. Hasvik
6. Kárášjohka ali Karasjok
7. Guovdageaidnu ali Kautokeino
8. Kvalsund
9. Lebesby
10. Loppa
11. Måsøy
12. Unjárga ali Nesseby
13. Nordkapp
14. Porsanger ali Porsángu ali Porsanki
15. Sør-Varanger
16. Deatnu ali Tana
17. Vadsø
18. Vardø